# York County (South Carolina)
York County ist ein County im Bundesstaat South Carolina der Vereinigten Staaten. Das U.S. Census Bureau hat bei der Volkszählung 2020 eine Einwohnerzahl von 282.090 ermittelt. Der Verwaltungssitz (County Seat) ist York.

## Geographie
Das County liegt im Norden von South Carolina, grenzt an North Carolina und hat eine Fläche von 1802 Quadratkilometern, wovon 34 Quadratkilometer Wasserfläche sind. Es grenzt im Uhrzeigersinn an folgende Countys: Cleveland County (North Carolina), Gaston County (North Carolina), Mecklenburg County (North Carolina), Lancaster County, Chester County, Union County und Cherokee County.

## Geschichte
York County wurde 1798 gebildet. Benannt wurde es nach dem York County in Pennsylvania, der ehemaligen Heimat vieler Siedler.

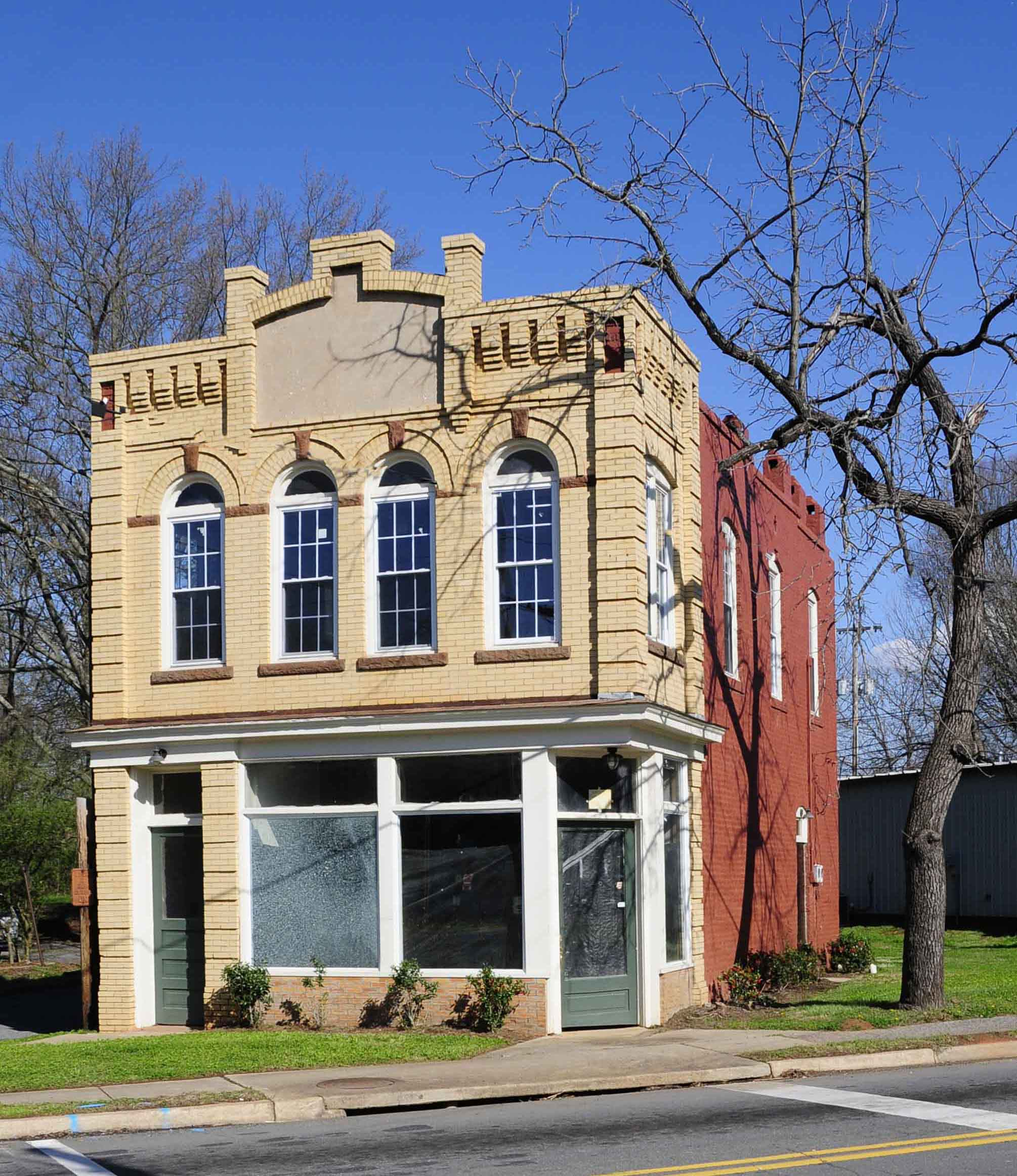
Das Afro-American Insurance Company Building ist einer von 56 Einträgen des Countys im NRHP.

56 Bauwerke und Stätten des Countys sind im National Register of Historic Places (NRHP) eingetragen (Stand 29. Juli 2018).

## Demografische Daten
Nach der Volkszählung im Jahr 2000 lebten im York County 164.614 Menschen in 61.051 Haushalten und 44.933 Familien. Die Bevölkerungsdichte betrug 93 Einwohner pro Quadratkilometer. Ethnisch betrachtet setzte sich die Bevölkerung zusammen aus 77,25 Prozent Weißen, 19,16 Prozent Afroamerikanern, 0,85 Prozent amerikanischen Ureinwohnern, 0,89 Prozent Asiaten, 0,02 Prozent Bewohnern aus dem pazifischen Inselraum und 0,93 Prozent aus anderen ethnischen Gruppen; 0,91 Prozent stammten von zwei oder mehr Ethnien ab. 1,96 Prozent der Bevölkerung waren spanischer oder lateinamerikanischer Abstammung.
Von den 61.051 Haushalten hatten 35,4 Prozent Kinder unter 18 Jahre, die bei ihnen lebten. 56,1 Prozent waren verheiratete, zusammenlebende Paare, 13,3 Prozent waren allein erziehende Mütter, 26,4 Prozent waren keine Familien, 21,3 Prozent waren Singlehaushalte und in 6,9 Prozent lebten Menschen mit 65 Jahren oder darüber. Die Durchschnittshaushaltsgröße betrug 2,63 und die durchschnittliche Familiengröße betrug 3,05 Personen.
26,3 Prozent der Bevölkerung war unter 18 Jahre alt. 9,5 Prozent zwischen 18 und 24, 31,1 Prozent zwischen 25 und 44, 22,8 Prozent zwischen 45 und 64 und 10,4 Prozent waren 65 Jahre alt oder älter. Das Durchschnittsalter betrug 35 Jahre. Auf 100 weibliche Personen kamen 94 männliche Personen und auf 100 Frauen im Alter von 18 Jahren und darüber kamen 90,2 Männer.
Das jährliche Durchschnittseinkommen eines Haushalts betrug 44.539 USD, das Durchschnittseinkommen einer Familie betrug 51.815 USD. Männer hatten ein Durchschnittseinkommen von 36.713 USD, Frauen 24.857 USD. Das Prokopfeinkommen betrug 20.536 USD. 7,3 Prozent der Familien und 10,0 Prozent der Bevölkerung lebten unterhalb der Armutsgrenze.